# آدم و حوا (فیلم ۱۹۲۳)
آدم و حوا (انگلیسی: Adam and Eve) یک فیلم است که در سال ۱۹۲۳ منتشر شد.